# Marine Accident Investigation Branch

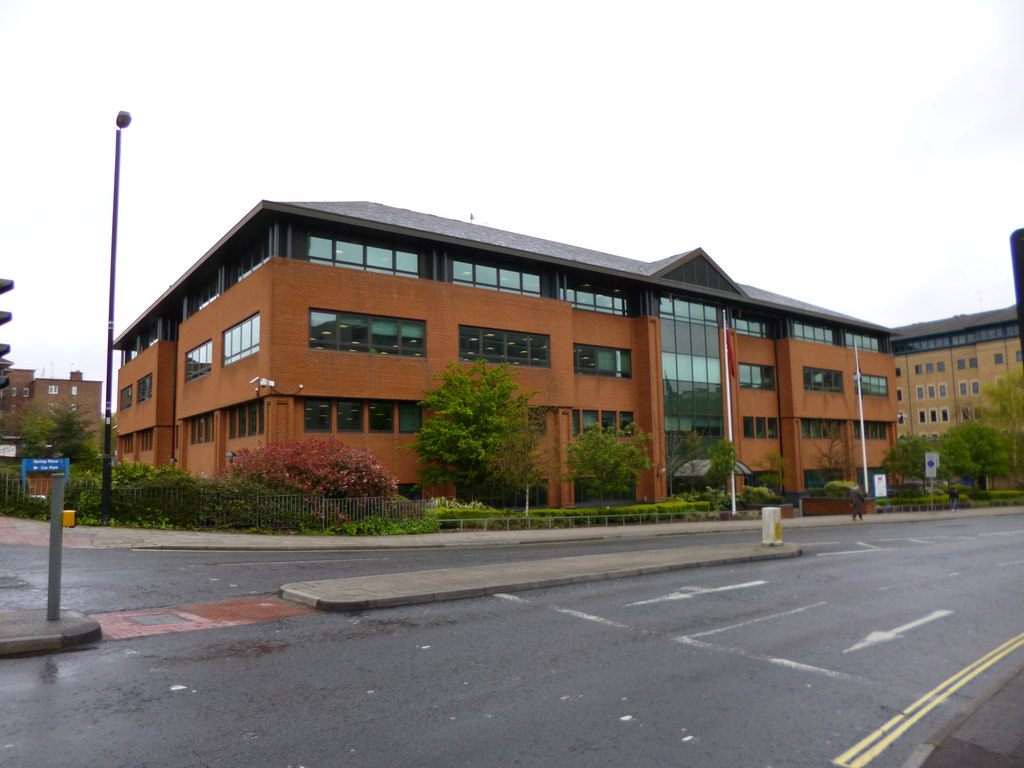
Spring Place, siège de la MAIB

La Marine Accident Investigation Branch (MAIB, "Branche d'investigation des accidents maritimes") est l'organisme du Royaume-Uni permanent, chargé des enquêtessur les accidents et les incidents graves en transport maritime qui surviennent sur le territoire du Royaume-Uni.
La MAIB a son siège dans Spring Place, Southampton, Hampshire.
Depuis le 3 août 2009, la MAIB a eu son siège dans le Mountbatten House, Southampton,. La MAIB a eu son siège dans le Carlton House, Southampton.